# Terebra fujitai
Terebra fujitai é uma espécie de gastrópode do gênero Terebra, pertencente à família Terebridae.